# David Kiki
Enagnon David, né le 25 novembre 1993 à Vakon (Bénin), est un footballeur international béninois qui évolue au poste de latéral gauche avec le FCSB.

## Biographie

### En club

#### Débuts au Bénin
Enagnon David Kiki commence sa carrière de footballeur au Bénin, où il est repéré par l’académie France-Bénin Football. Il devient pensionnaire au sein de cette structure située à Akpro-Missérété, et se trouve sélectionné parmi les meilleurs éléments du centre.
Il est invité en France pour un stage en 2008, qui ne se révèle pas concluant.

#### Premiers pas en France
En 2009, le directeur de l'académie Jules Kodjo décide de s'associer avec la société Alstom et le lycée Raoul-Follereau[réf. nécessaire]. David Kiki s'exile en France, à Belfort. Il est hébergé dans des familles d'accueil et intègre une section sport-étude, où il suit un baccalauréat technologique en génie mécanique, tout en pratiquant le football. Après avoir obtenu son baccalauréat, il décide de passer un BTS en conception et réalisation en chaudronnerie industrielle[réf. nécessaire].
En parallèle, il intègre l'équipe première de l'ASM Belfort, qui évolue en CFA. Il y joue 56 matchs et marque 3 buts en l'espace de trois saisons. À l'issue de la saison 2014-2015, le club belfortain est promu en National.

#### Carrière professionnelle
Les bonnes performances de David Kiki avec l'ASM Belfort lui permettent d'être recruté par les Chamois niortais à l'été 2015. Il fait ses débuts en Ligue 2 le 21 août 2015 face à Évian Thonon Gaillard. Il inscrit son premier but professionnel le 24 novembre 2015 face au Racing Club de Lens (1-1). Il aura joué 69 matchs avec les Niortais.
Alors qu'il a commencé la saison 2017-2018 avec les Chamois niortais il s'engage fin août 2018 avec le Stade brestois 29 pour les 3 prochaines saisons.
Le 30 janvier 2019 en fin de mercato d'hiver il s'engage sous la forme de prêt avec option d'achat  avec le Red Star.
De retour de prêt et en fin de contrat à l'issue de la saison 2019-2020, le Stade brestois ne lui propose pas de prolongation, et il se retrouve libre de s'engager là où il le souhaite.
Le 4 octobre 2020, il s'engage jusqu’à la fin de la saison en faveur du PFC Montana évoluant en première division bulgare.  
Le 11 septembre 2021, il vient de signer un contrat d’un an avec FK Arda Kardjali, et reste dans le championnat bulgare.  

### En sélection
David Kiki honore sa première sélection avec le Bénin le 14 juin 2015, dans le cadre de la première journée des éliminatoires de la Coupe d'Afrique des nations 2017, lors d'un match face à la Guinée équatoriale (1-1).
Il reçoit cinq sélections en équipe du Bénin au cours de l'année 2015.

## Statistiques
| Saison                | Club                  | Championnat           | Championnat | Championnat | Coupe nationale | Coupe nationale | Coupe de la Ligue | Coupe de la Ligue | Bénin | Bénin | Total | Total |
| Saison                | Club                  | Division              | M.          | B.          | M.              | B.              | M.                | B.                | M.    | B.    | M.    | B.    |
| 2012-2013             | ASM Belfort           | CFA2                  | 8           | 0           | -               | -               | -                 | -                 | -     | -     | 8     | 0     |
| 2013-2014             | ASM Belfort           | CFA                   | 23          | 4           | -               | -               | -                 | -                 | -     | -     | 23    | 4     |
| 2014-2015             | ASM Belfort           | CFA                   | 21          | 3           | 1               | 0               | -                 | -                 | -     | -     | 22    | 3     |
| Sous-total            | Sous-total            | Sous-total            | 52          | 7           | 1               | 0               | -                 | -                 | -     | -     | 53    | 7     |
| 2015-2016             | Chamois niortais      | Ligue 2               | 25          | 1           | 3               | 0               | -                 | -                 | 8     | 0     | 36    | 1     |
| 2016-2017             | Chamois niortais      | Ligue 2               | 31          | 1           | 5               | 0               | 1                 | 0                 | 3     | 0     | 40    | 1     |
| 2017                  | Chamois niortais      | Ligue 2               | 3           | 0           | -               | -               | 1                 | 0                 | -     | -     | 4     | 0     |
| Sous-total            | Sous-total            | Sous-total            | 59          | 2           | 8               | 0               | 2                 | 0                 | 11    | 0     | 80    | 2     |
| 2017-2018             | Stade brestois 29     | Ligue 2               | 12          | 0           | -               | -               | -                 | -                 | -     | -     | 12    | 0     |
| 2018                  | Stade brestois 29     | Ligue 2               | 2           | 0           | 1               | 0               | 1                 | 0                 | 2     | 0     | 6     | 0     |
| 2019-2020             | Stade brestois 29     | Ligue 1               | -           | -           | -               | -               | -                 | -                 | 2     | 0     | 2     | 0     |
| Sous-total            | Sous-total            | Sous-total            | 14          | 0           | 1               | 0               | 1                 | 0                 | 4     | 0     | 20    | 0     |
| 2019                  | Red Star FC (prêt)    | Ligue 2               | 7           | 0           | -               | -               | -                 | -                 | 3     | 0     | 10    | 0     |
| Sous-total            | Sous-total            | Sous-total            | 7           | 0           | -               | -               | -                 | -                 | 3     | 0     | 10    | 0     |
| 2020-2021             | PFC Montana           | efbet Liga            | 17+6        | 0+1         | 1               | 0               | -                 | -                 | 3     | 0     | 27    | 1     |
| Sous-total            | Sous-total            | Sous-total            | 17+6        | 0+1         | 1               | 0               | -                 | -                 | 3     | 0     | 27    | 1     |
| Total sur la carrière | Total sur la carrière | Total sur la carrière | 103         | 10          | 11              | 0               | 4                 | 0                 | 21    | 0     | 139   | 10    |